# 艾爾達通用語
艾爾達通用語(Common Eldarin)，在J.R.R.托爾金整個中土世界的架空世界設定裡，是所有艾爾達精靈的原始語言。而「艾爾達」是指那些願意前往維林諾的精靈。
艾爾達通用語乃分支自古精靈語。古精靈語是所有「昆第」，亦就是精靈，最原始的祖語。
艾爾達通用語之後又分支為昆雅和帖勒瑞通用語，並又從後者再分支出更豐富的語言，如帖勒瑞林語、辛達林語，以及南多林語。